# Variation: 1921 N. 84 (Geheimnis)
Variation: 1921 N. 84 (Geheimnis) ist der Titel eines Gemäldes des deutsch-russischen Künstlers Alexej Jawlensky, das er 1920 oder 1921 malte. 1969 wurde es aus dem Nachlass des Künstlers von dem ehemaligen Museumsdirektor Clemens Weiler für das Museum Wiesbaden erworben.

## Beschreibung
Bei der „Variation: 1921 N. 84 (Geheimnis)“ handelt es sich um ein Ölgemälde auf Malpapier im Hochformat 35,7 × 26,9 cm, das auf Karton und auf Pappe aufgezogen wurde. Es ist im Bild unten links „A. J.“ monogrammiert und nicht datiert. Die Rückseite ist nicht einsehbar.
Das kleinformatige Bild ist eines der späten Variationen, die Jawlensky über mehr als sechs Jahre beschäftigten. Das Kompositionsschema ist stark vereinfacht und die Darstellung nahezu komplett vom Gegenständlichen gelöst und stark von vertikalen Strukturen geprägt. Die Farbpalette ist deutlich dunkler als in den Anfangsjahren der Variationen.

## Geschichte und Provenienz
Das Bild wurde 1920 oder 1921 angefertigt und befand sich lange im Besitz des Künstlers. Die Datierung des Blattes ist nicht eindeutig feststellbar, da Jawlensky das Bild in seinem Foto-Archiv als „Letzte Variation, Ascona 1920“ verzeichnet. Im Werkstattverzeichnis von Jawlensys Vertrauter Lisa Kümmel ist es jedoch als Variation Nr. 84 mit dem Zusatz „Ascona 1921“ versehen worden.
Ab 1967 war es als Leihgabe im Museum Wiesbaden, das es 1969 erwarb.